# کیهان فرهنگی
کیهان فرهنگی یک ماهنامه با موضوعات فرهنگی است که مؤسسه کیهان آن را چاپ می‌کند. شروع انتشار این نشریه سال ۱۳۶۳ بوده‌است.
این مجله در دورانی که سید محمد خاتمی نماینده ولی فقیه در مؤسسه کیهان بود پایه‌ریزی شد و پایگاهی برای روشنفکری دینی به‌شمار می‌رفت تا این که در اوایل دهه ۷۰ تعطیل شد و نویسندگان آن به مجله کیان کوچ کردند.